# Microwithius
Genre
Microwithius est un genre de pseudoscorpions de la famille des Withiidae.

## Distribution
Les espèces de ce genre se rencontrent en Asie du Sud et en Asie du Sud-Est,.

## Liste des espèces
Selon Pseudoscorpions of the World (version 3.0), :
- Microwithius bulli (Sivaraman, 1980)
- Microwithius chamundiensis (Sivaraman, 1980)
- Microwithius indicus (Murthy & Ananthakrishnan, 1977)
- Microwithius yurii Redikorzev, 1938

Le sous-genre Microwithius a été élevé au rang de genre par Harvey en 2015.
Metawithius (Microwithius) tweediei a été placée dans le genre Withius par Harvey en 2015.

## Publication originale
- Redikorzev, 1938 : Les pseudoscorpions de l'Indochine française recueillis par M.C. Dawydoff. Mémoires du Muséum National d'Histoire Naturelle, Paris, vol. 10, p. 69-116.